# Oberheim OB-12
De Oberheim OB-12 (gestileerd als OB•12) is een virtueel analoge synthesizer die werd geproduceerd van 2000 tot 2005 door het Italiaanse Viscount.

## Beschrijving
De synthesizer gebruikte de merknaam Oberheim onder licentie van Gibson, die de rechten had overgenomen nadat het oorspronkelijke Oberheim failliet ging in 1987. De OB-12 was de tweede synthesizer die zonder inmenging van Tom Oberheim werd geproduceerd.
Ondanks veel geavanceerde functies raakte het muziekinstrument niet populair onder muzikanten vanwege de pseudo-Oberheim status. Daarnaast werd de OB-12 geplaagd door initiële fouten in de software die de reputatie van het instrument schaadden.
De productie van de OB-12 werd gestopt in 2005. Het bracht tevens een einde aan de joint venture met Viscount, en uiteindelijk ook aan de merknaam Oberheim.